# Episodi di Glitter Force

Logo occidentale della serie

Lista degli episodi di Glitter Force (Smile Pretty Cure!), nona serie anime di Pretty Cure, trasmessa in Giappone su TV Asahi dal 5 febbraio 2012 al 27 gennaio 2013. In Italia è arrivata l'edizione Saban, di cui i primi venti episodi sono disponibili su Netflix dal 18 dicembre 2015 e i successivi dal 26 agosto 2016; tuttavia gli episodi 10, 17, 19, 26-27, 33-34 e 36 della versione originale sono stati saltati. La trasmissione televisiva della prima metà è avvenuta su Pop dal 10 al 19 giugno 2017.
La sigla originale di apertura, Let's go! Smile Precure! (Ｌｅｔ'ｓ ｇｏ！スマイルプリキュア！?), è cantata da Aya Ikeda, mentre quelle di chiusura, Yay! Yay! Yay! (イエイ！イエイ！イエイ！?) per gli ep. 1-24 e Mankai*Smile! (満開＊スマイル！?) per gli ep. 25-48, da Hitomi Yoshida. Le sigle dell'edizione Saban, invece, sono interpretate dalle Blush.

## Lista episodi
| Nº Ja | Nº It | Titolo italiano Giapponese 「Kanji」 - Rōmaji - Traduzione letterale | In onda           | In onda          |
| Nº Ja | Nº It | Titolo italiano Giapponese 「Kanji」 - Rōmaji - Traduzione letterale | Giapponese        | Italiano         |
| 1     | 1     | Un inizio emozionante 「誕生！笑顔まんてんキュアハッピー！！」 - Tanjō! Egao manten Kyua Happī!! – "È nata! Un sorriso perfetto, Cure Happy!!" | 5 febbraio 2012   | 18 dicembre 2015 |
| 1     | 1     | Miyuki Hoshizora, una ragazza allegra e goffa che adora le favole a lieto fine, vede cadere dal cielo una fata di nome Candy che le racconta di provenire dal regno dei libri illustrati Märchenland. Dopo essersi presentata abbastanza impacciatamente ai nuovi compagni di classe, scopre un ingresso misterioso nella biblioteca della scuola che la porta in un posto strano, pieno di altrettanti libri, dove apprende che la fata incontrata in precedenza non era un'allucinazione ma che in quel momento è in pericolo perché inseguita da un lupo antropomorfo chiamato Wolfrun, il quale ruba la Bad Energy facendo disperare la gente con l'obiettivo di far resuscitare l'imperatore malvagio Pierrot. Arrivando in soccorso di Candy, Miyuki riceve lo Smile Pact che le permette di diventare la Pretty Cure della Luce, Cure Happy; inizialmente riluttante a combattere, riesce ben presto a focalizzarsi quando Wolfrun evoca contro di lei un mostro Akanbe, che riesce a sconfiggere. Tornata la felicità, Miyuki accetta di aiutare Candy a salvare il suo regno dai nemici delle fiabe attraverso il recupero dei Cure Decor, piccoli oggetti provenienti dalle sconfitte degli Akanbe in grado di ridare forza a Royal Queen di Märchenland e prevenire un finale triste. |                   |                  |
| 2     | 2     | La trasformazione di Kelsey 「燃えろ！熱血キュアサニーやで！！」 - Moero! Nekketsu Kyua Sanī ya de!! – "Brucia! Dal sangue caldo Cure Sunny è qui!!" | 12 febbraio 2012  | 18 dicembre 2015 |
| 2     | 2     | Dopo aver saputo da Candy che ha bisogno di radunare al suo fianco altre quattro Pretty Cure, Miyuki chiede per iniziare alla sua simpatica compagna di classe Akane Hino di unirsi a lei, che però abbastanza sorpresa e confusa rifiuta perché desidera concentrarsi solo e unicamente sulla pallavolo. Più tardi, Miyuki nota Akane piuttosto scoraggiata proprio per la pallavolo e decide di aiutarla a fare pratica. Wolfrun attacca durante la partita di Akane del giorno successivo e Miyuki si trasforma per combatterlo, perdendo velocemente tutte le sue energie. Akane, riconosciuta l'amica nei guai, si ravvede dall'influsso negativo attuato dal nemico e ottiene lo Smile Pact che le permette di trasformarsi nella Pretty Cure del Fuoco Solare, Cure Sunny, annientando Wolfrun. Successivamente, Miyuki e Akane diventano buone amiche. |                   |                  |
| 3     | 3     | Vogliamo la pace! La Glitter Gialla! 「じゃんけんポン♪でキュアピース！！」 - Jankenpon♪ de Kyua Pīsu!! – "Carta-sasso-forbici♪ con Cure Peace!!" | 19 febbraio 2012  | 18 dicembre 2015 |
| 3     | 3     | La timida Yayoi Kise, appassionata di manga, anime e supereroi, viene notata per il talento nel disegno. Miyuki la nomina a partecipare a un concorso scolastico per realizzare un poster, nonostante lei abbia poca fiducia nelle sue capacità. Tuttavia, non vincendo la gara, si rende un bersaglio facile per il demone dalla pelle rossa della Bad End, Akaoni. Cure Happy e Cure Sunny esauriscono presto i loro poteri nello scontro, ma Yayoi vince le sue paure e si alza per proteggerle, guadagnando lo Smile Pact che le permette di diventare la Pretty Cure del Fulmine, Cure Peace, e sconfiggendo il nemico. Sebbene non abbia vinto il premio per il poster, la ragazza è contenta di essere diventata una specie di supereroina e di aver trovato Miyuki e Akane come compagne di squadra. |                   |                  |
| 4     | 4     | Ecco la Glitter Verde! 「直球勝負！風のキュアマーチ！！」 - Chokkyū shōbu! Kaze no Kyua Māchi!! – "Una sfida leale! Cure March del vento!!" | 26 febbraio 2012  | 18 dicembre 2015 |
| 4     | 4     | Impressionata dal suo coraggio mentre rimprovera alcuni compagni di classe, Miyuki vede in Nao Midorikawa una potenziale candidata Pretty Cure. Dopo aver tentato invano di proporglielo durante un suo allenamento con la squadra di calcio, Miyuki incontra Nao casualmente e viene invitata da quest'ultima a casa sua, dove incontra la sua numerosa famiglia, composta da lei, sua madre, suo padre e i suoi cinque fratelli minori a cui vuole tanto bene. Le ragazze si uniscono per giocare coi fratellini più piccoli, ma Akaoni sferra un attacco a cui Cure Happy, Cure Sunny e Cure Peace rispondono rapidamente. Nao è pronta a tutto per difendere la sua famiglia e acquisisce lo Smile Pact che le permette di diventare la Pretty Cure del Vento, Cure March, sconfiggendo il nemico. |                   |                  |
| 5     | 5     | Glitter Blu contro la strega 「美しき心！キュアビューティ！！」 - Utsukushiki kokoro! Kyua Byūti!! – "Un bellissimo cuore! Cure Beauty!!" | 4 marzo 2012      | 18 dicembre 2015 |
| 5     | 5     | Miyuki vorrebbe che l'ultima Pretty Cure ad unirsi alla squadra fosse l'affidabile vicepresidentessa del consiglio studentesco, Reika Aoki, la quale tuttavia confusa rifiuta perché è impegnata in uno spettacolo di marionette per una scuola elementare vicina, in sostituzione del presidente Irie che avrebbe dovuto occuparsene. Contribuendo a creare alcuni oggetti di scena, nello spettacolo appare una vecchia strega del Regno Bad End, Majorina, che costringe le Pretty Cure allo scontro: Reika si oppone fermamente al disfacimento di tutto il duro lavoro fatto e ottiene lo Smile Pact che le permette di diventare la Pretty Cure del Ghiaccio, Cure Beauty, sconfiggendo la nemica. Reika accetta poi l'offerta di diventare amica e compagna di squadra di Miyuki, Akane, Yayoi e Nao. |                   |                  |
| 6     | 6     | La Biblioteca delle Leggende 「チーム結成！スマイルプリキュア！！」 - Chīmu kessei! Sumairu Purikyua!! – "La squadra è formata! Smile Pretty Cure!!" | 11 marzo 2012     | 18 dicembre 2015 |
| 6     | 6     | La squadra delle cinque Pretty Cure è formata e durante la visita del fratello maggiore di Candy, Pop, viene portata alla Biblioteca delle Leggende, già scoperta in precedenza da Miyuki, per capire quale sia il ruolo di Leggendarie Guerriere. Qui, Pop racconta ciò che è accaduto alla sua terra natia, Märchenland, quando fu attaccata dall'imperatore Pierrot e la sua Bad End, che invasero il territorio e trasformarono i Cure Decor in nasi da clown Akanbe, ma usando l'ultima delle sue forze Royal Queen sigillò il tutto; adesso sta alle Pretty Cure far tornare a scorrere il tempo nel regno e recuperare tutti i Cure Decor, che consentiranno alla regina di tornare forte come un tempo. Intanto Miyuki pensa che, come ogni squadra che si rispetti, anche la loro ha bisogno di una frase di presentazione. Majorina sferra un attacco ai danni degli umani, ma Pop aiuta l'intera squadra di guerriere e successivamente riparte per Märchenland, lasciando a Candy il Decor Decor in cui poter conservare i Cure Decor raccolti. |                   |                  |
| 7     | 7     | Il nascondiglio perfetto 「どこなの？わたし達のひみつ基地！？」 - Doko na no? Watashi-tachi no himitsu kichi!? – "Dove si trova? La nostra base segreta!?" | 18 marzo 2012     | 18 dicembre 2015 |
| 7     | 7     | Per una maggiore privacy quando si parla di questioni sulle Pretty Cure, Miyuki suggerisce al gruppo di trovare una base segreta in cui riunirsi, ma non trovano quella giusta e ognuna delle ragazze ha differenti opinioni al riguardo. Dopo un attacco da parte di Wolfrun, le Pretty Cure si rendono conto che la Biblioteca delle Leggende, da cui tutto è partito, è il miglior posto per loro e con l'aiuto di un Cure Decor la rendono una base segreta. |                   |                  |
| 8     | 8     | Scambio d'identità 「みゆきとキャンディがイレカワ～ル！？」 - Miyuki to Kyandi ga irekawa~ru!? – "Miyuki e Candy si scambiano~!?" | 25 marzo 2012     | 18 dicembre 2015 |
| 8     | 8     | Miyuki e Candy trovano un paio di strani anelli, persi a loro insaputa da Majorina, i quali le fanno scambiare di corpo. Incapaci di capire come estrarli, Candy deve sostituire Miyuki durante le lezioni a scuola, ma il suo comportamento infantile crea solo caos e mette in imbarazzo la ragazza, che la rimprovera. Candy nel corpo di Miyuki viene quindi presa di mira da Majorina, ma Miyuki nel corpo di Candy riesce a trasformarsi in Cure Candy e a sconfiggere la nemica, riportando lei e la piccola fata alla normalità e facendo pace. |                   |                  |
| 9     | 9     | Pesce d'aprile 「うそ～！やよいちゃんが転校！？」 - Uso~! Yayoi-chan ga tenkō!? – "Bugia~! Yayoi cambia scuola!?" | 1º aprile 2012    | 18 dicembre 2015 |
| 9     | 9     | È il giorno del pesce d'aprile e Yayoi per l'occasione inventa di stare per trasferirsi in un'altra scuola. Miyuki, però, prende la notizia sul serio e lo comunica all'intera classe, che organizza a malincuore una festa d'addio, rendendo difficile alla ragazza smentire per paura di far arrabbiare gli amici. Uno scontro tra le Pretty Cure e Akaoni porta alla luce la bugia, ma la situazione si conclude pacificamente, non prima che le ragazze giochino un piccolo scherzo di vendetta a Yayoi. |                   |                  |
| 10    | -     | 「熱血！あかねのお好み焼き人生！！」 - Nekketsu! Akane no okonomiyaki jinsei!! – "Sangue caldo! La vita tra gli okonomiyaki di Akane!!" | 8 aprile 2012     | inedito          |
| 10    | -     | Il padre di Akane, Daigo, s'infortuna e finisce all'ospedale, così la ragazza decide di prendere le redini del loro ristorante di okonomiyaki in attesa che si riprenda. Tuttavia è preoccupata quando i suoi piatti non vengono buoni come quelli che prepara il padre e chiede aiuto alle amiche per trovare l'ingrediente segreto. Wolfrun, affamato da giorni, colpisce duramente la fiera del cibo che si sta tenendo in settimana nel quartiere: le Pretty Cure si apprestano a fronteggiarlo ed è allora, durante il combattimento, che Cure Sunny capisce che ciò che manca ai suoi okonomiyaki è il sentimento che si mette nel prepararli. Successivamente, Akane riscuote un grande successo tra i clienti. |                   |                  |
| 11    | 10    | Rimpicciolite 「プリキュアがチイサクナ～ル！？」 - Purikyua ga chīsaku na~ru!? – "Le Pretty Cure diventano minuscole~!?" | 15 aprile 2012    | 18 dicembre 2015 |
| 11    | 10    | Dopo aver trovato un misterioso martello, Candy rimpicciolisce inavvertitamente le Pretty Cure. Essendo diventate minuscole, le cinque ragazze si trovano a superare ostacoli di dimensioni giganti, il che risulta particolarmente difficile per Nao che ha paura degli insetti. La proprietaria del martello si rivela essere Majorina, che torna ad attaccare convinta di essere avvantaggiata, ma viene sconfitta nonostante la statura delle guerriere; poi nel tentativo di schiacciarle, al contrario, le riporta alle normali dimensioni. L'esperienza pare abbia aiutato Nao a superare la paura degli insetti, anche se alla fine non sembra. |                   |                  |
| 12    | 11    | Malinconia 「目覚める力！レインボーヒーリング！！」 - Mezameru chikara! Reinbō Hīringu!! – "Un potere risvegliato! Rainbow Healing!!" | 22 aprile 2012    | 18 dicembre 2015 |
| 12    | 11    | Il braccio destro di Pierrot, Joker, dona a Wolfrun, Akaoni e Majorina degli Akanbe dal naso blu, speciali perché non richiedono Cure Decor come quelli rossi per evocarli. Nel frattempo, sentendosi d'intralcio nella pianificazione della gita scolastica delle ragazze, Candy scappa via e viene catturata da Wolfrun. Quest'ultimo affronta le Pretty Cure usando l'Akanbe dal naso blu, che si dimostra resistente a ogni attacco. Indifese, Candy si libera arrivando in loro aiuto e, dopo aver ascoltato le gentili parole di perdono delle Pretty Cure nei suoi confronti, dà vita a dei nuovi Cure Decor che permettono alle guerriere di eseguire un attacco questa volta efficace sul mostro. Infine, le ragazze decidono di portare Candy con loro durante la gita scolastica. |                   |                  |
| 13    | 12    | Il giorno sfortunato di Emily 「修学旅行！みゆき、京都でどん底ハッピー！？」 - Shūgakuryokō! Miyuki, Kyōto de donzoko happī!? – "Gita scolastica! Miyuki, felice in quel di Kyoto!?" | 29 aprile 2012    | 18 dicembre 2015 |
| 13    | 12    | La classe delle ragazze parte per la gita scolastica, arrivando a Kyoto, e l'iniziale entusiasmo di Miyuki svanisce presto quando cominciano a capitarle una serie di eventi sfortunati. La sfortuna sembra perdurare anche durante un attacco di Akaoni con un Akanbe dal naso blu, che tuttavia viene battuto. Miyuki si sente terribilmente in colpa per aver riversato la sua sfortuna alle amiche, che anzi le dicono di non preoccuparsi affatto. Tutto si risolve per il meglio e in seguito la sfortuna di Miyuki sembra finire finalmente. |                   |                  |
| 14    | 13    | Le Glitter smarrite 「修学旅行！大阪で迷子になっちゃった！？」 - Shūgakuryokō! Ōsaka de maigo ni natchatta!? – "Gita scolastica! Ci siamo smarrite a Osaka!?" | 6 maggio 2012     | 18 dicembre 2015 |
| 14    | 13    | La classe arriva a Osaka per la seconda parte della gita e Miyuki e Yayoi con Candy finiscono per separarsi da Akane, Nao e Reika. Le due esplorano i monumenti della città e ne sperimentano le delizie, mentre le altre finiscono per perdere la maggior parte di tutto ciò per cercarle. Intanto appare Majorina che crea un Akanbe dal naso blu con una torre radio con Miyuki e Yayoi intrappolate all'interno: utilizzando uno dei Cure Decor, Akane, Nao e Reika riescono a salvare le amiche e sconfiggere il mostro. La gita scolastica termina in allegria, e le ragazze tornano a casa con il resto della classe. |                   |                  |
| 15    | 14    | La festa della mamma 「ドタバタ！みゆきの母の日大作戦！！」 - Dotabata! Miyuki no haha no hi daisakusen!! – "Che disastro! La grande strategia di Miyuki per la festa della mamma!!" | 13 maggio 2012    | 18 dicembre 2015 |
| 15    | 14    | Miyuki si rende conto di aver dimenticato il regalo per sua madre Ikuyo in occasione della festa della mamma. Per rimediare, la ragazza decide prima di aiutare nelle faccende domestiche, ottenendo scarsi risultati, e poi di cimentarsi nella realizzazione di una collana fatta a mano, anche se non pienamente soddisfatta del prodotto. Tuttavia, durante un combattimento contro Wolfrun, la collana viene distrutta. Miyuki si arrabbia, ma le amiche le ricordano che è il pensiero quello che conta; infatti, quando glielo consegna, la madre lo apprezza tantissimo. |                   |                  |
| 16    | 15    | Chloe se ne va 「れいかの悩み！どうして勉強するの！？」 - Reika no nayami! Dōshite benkyō suru no!? – "La preoccupazione di Reika! Perché sto studiando!?" | 20 maggio 2012    | 18 dicembre 2015 |
| 16    | 15    | Quando le viene chiesto per quale motivo studi così assiduamente, Reika si accorge di essere incerta su ciò che vuole fare in futuro e, dopo aver parlato col nonno Sotaro, decide di lasciare il consiglio studentesco, il club di tiro con l'arco, i suoi studi e di essere una Pretty Cure per scoprire cosa realmente fare. Così ella trascorre un po' di tempo con le amiche, osservando in ognuna di loro cosa le diverte e cosa le tiene occupate nella vita di tutti i giorni. L'apparizione di Akaoni con un Akanbe che fa domande di cultura generale mette in seria difficoltà le Pretty Cure, ma Cure Beauty arriva sulla scena e inizia a colpire il mostro con le risposte corrette. Sconfitto il mostro, Reika prende la decisione di continuare a studiare e a fare quello che ha fatto fino a quel momento. |                   |                  |
| 17    | -     | 「熱血！あかねのお笑い人生！！」 - Nekketsu! Akane no owarai jinsei!! – "Sangue caldo! La vita da commediante di Akane!!" | 27 maggio 2012    | inedito          |
| 17    | -     | Akane e Miyuki si preparano ad entrare in una gara di manzai, giudicata dal duo comico Fujiwara, ma il giorno del concorso questi ultimi suggeriscono loro di presentarsi con le amiche come un gruppo di cinque. Sul palco, seguendo un tentativo fallito di Wolfrun e Akaoni, le ragazze si innervosiscono e rovinano la scaletta, che però a modo loro fa ridere e ottiene successo tra il pubblico. Quando è il turno dei Fujiwara, Majorina usa degli anelli speciali che fanno diventare la loro performance piatta e noiosa. Le Pretty Cure intervengono e battono i nemici, anche grazie ai Fujiwara che promettono di mantenere segreta la loro identità. |                   |                  |
| 18    | 16    | La grande staffetta 「なおの想い！バトンがつなぐみんなの絆！！」 - Nao no omoi! Baton ga tsunagu minna no kizuna!! – "I sentimenti di Nao! Il legame di tutti connesso tramite il testimone della staffetta!!" | 3 giugno 2012     | 18 dicembre 2015 |
| 18    | 16    | Poiché la classe mostra poco entusiasmo per il festival dello sport, Nao nomina se stessa e le amiche per correre per la staffetta. Le ragazze iniziano presto ad allenarsi per la competizione e gradualmente migliorano, ma quando Yayoi sente alcuni studenti che parlano male sulle sue abilità sportive perde la fiducia in se stessa. Il giorno del festival, Akaoni sferra un attacco che tiene impegnate le Pretty Cure, ma la volontà di lavorare in squadra di Nao è forte e permette la sconfitta del nemico. All'avvio della staffetta, Yayoi riceve supporto dal resto della classe, ma Nao inciampa sull'ostacolo finale e arriva per ultima; dispiaciuta, gli amici la lodano lo stesso per non aver mollato fino alla fine. |                   |                  |
| 19    | -     | 「パパ、ありがとう！やよいのたからもの」 - Papa, arigatō! Yayoi no takaramono – "Papà, grazie! Il tesoro di Yayoi" | 10 giugno 2012    | inedito          |
| 19    | -     | Yayoi lamenta di non ricordare il motivo per cui il suo defunto padre Yuichi ha scelto di chiamarla così. Tentando di fare mente locale per un compito scolastico, tutto ciò che ha sono dei ricordi sfocati su un posto indefinito e viene aiutata dalla madre Chiharu, che le mostra l'origami realizzato quando era piccola per la festa del papà. In quel momento, Wolfrun appare e crea un Akanbe da quell'origami: la guerriera lotta con tutte le sue forze per riprendersi l'unica cosa che le è rimasta del papà, sentendosi in colpa per averlo quasi del tutto dimenticato; casualmente, però, si ritrova nei pressi del luogo che non sapeva localizzare e all'istante ricorda che è lì dove suo padre le ha rivelato il significato del suo nome. Commossa e piena di ricordi, Yayoi, nei panni di Cure Peace, raccoglie le forze per sconfiggere l'Akanbe. |                   |                  |
| 20    | 17    | Non ti vedo più! 「透明人間？みゆきとあかねがミエナクナ～ル！？」 - Tōmei ningen? Miyuki to Akane ga mienakuna~ru!? – "Persone invisibili? Miyuki e Akane non possono essere viste~!?" | 24 giugno 2012    | 18 dicembre 2015 |
| 20    | 17    | Miyuki e Akane diventano invisibili a causa di una strana macchina fotografica, che si rivela essere l'ennesima invenzione di Majorina. Le due cercano di superare la giornata a scuola senza che la loro invisibilità venga scoperta, mentre Candy cerca l'oggetto per riportarle alla normalità. Tuttavia è Majorina a ritrovare l'invenzione e a scambiare l'effetto, riportando Miyuki e Akane alla normalità e diventando lei quella invisibile. La vecchia strega approfitta della situazione per attaccare le Pretty Cure, ma il suo piano viene sventato ancora una volta. Intanto, Joker osserva da lontano le capacità di Candy. |                   |                  |
| 21    | 18    | Esprimi un desiderio 「星にねがいを！みんなず～っと一緒！！」 - Hoshi ni negai wo! Minna zu~tto issho!! – "Un desiderio alle stelle! Tutti insieme per sempre~!!" | 1º luglio 2012    | 18 dicembre 2015 |
| 21    | 18    | Pop fa visita alle ragazze in occasione della festa di Tanabata. Tutti scrivono i propri desideri ma, poco dopo essere andati a guardare le stelle cadenti, Akaoni sferra un attacco contro le Pretty Cure. Le guerriere riescono a batterlo e ottengono l'ultimo Cure Decor di cui hanno bisogno per ridonare forza a Royal Queen, ma Joker arriva tempestivo a rubare il Decor Decor, con tutti i Cure Decor contenuti al suo interno, e rapisce Candy. |                   |                  |
| 22    | 19    | La scelta decisiva 「いちばん大切なものって、なぁに？」 - Ichiban taisetsuna mono tte, nāni? – "La cosa più importante, qual è?" | 8 luglio 2012     | 18 dicembre 2015 |
| 22    | 19    | Le Pretty Cure si rendono conto di possedere ancora un Cure Decor, che Miyuki aveva usato come decorazione per Tanabata, così partono alla volta di Märchenland, dove però vengono fermate da Joker che pone contro i loro stessi poteri e le fa cadere nella più profonda disperazione; tuttavia queste ultime si ravvedono presto pensando a Candy, a quale sia la loro missione e a cosa sia veramente importante. Con la determinazione nel cuore, le Pretty Cure si preparano ad avventurarsi nel Regno Bad End per salvare Candy, mentre Joker usa l'ultima quantità di Bad Energy necessaria per far rivivere l'imperatore Pierrot. |                   |                  |
| 23    | 20    | Nel Regno delle Ombre! 「ピエーロ復活！プリキュア絶体絶命！！」 - Piēro fukkatsu! Purikyua zettai zetsumei!! – "Pierrot risorge! La situazione disperata delle Pretty Cure!!" | 15 luglio 2012    | 18 dicembre 2015 |
| 23    | 20    | Arrivate nel Regno Bad End, Cure Happy va a salvare Candy trovandosi un Akanbe dal naso giallo a sbarrarle la strada, mentre Cure Sunny, Cure Peace, Cure March e Cure Beauty con Pop si scontrano rispettivamente con Wolfrun, Akaoni, Majorina e Joker. Sebbene inizialmente sopraffatte, la fiducia delle Pretty Cure nei loro amici permette loro di annientare gli avversari. Tuttavia il Decor Decor con tutti i Cure Decor al suo interno non svela alcun potere e l'imperatore Pierrot completa la sua resurrezione, radendo tutto al suolo con un fiotto di Bad Energy. Quando tutto sembra ormai perduto, il Decor Decor s'illumina e la Royal Queen di Märchenland si mette in contatto con le Pretty Cure, garantendo loro il potere di Pegaso delle Princess Candle attraverso la trasformazione in Princess Form che non lascia scampo a Pierrot. |                   |                  |
| 24    | 21    | La storia continua 「プリキュアが妖精になっちゃった、みゆ～！？」 - Purikyua ga yōsei ni natchatta, miyu~!? – "Le Pretty Cure si sono trasformate in fatine, miyu~!?" | 22 luglio 2012    | 26 agosto 2016   |
| 24    | 21    | Notando che Royal Queen non si è ancora completamente risvegliata, le Pretty Cure per scoprirne il motivo decidono di esplorare il regno di Märchenland (in cui è appena tornato a scorrere il tempo) e, per non spaventare gli abitanti, Pop le trasforma in fatine come loro. Proprio gli abitanti raccontano loro la leggenda del Miracle Jewel, che si dice possa esaudire qualsiasi desiderio. Nel frattempo Joker recupera Pierrot, che è stato ridotto a una forma simile a un uovo dopo la sua sconfitta, e dà a Wolfrun un nuovo tipo di Akanbe da usare contro le Pretty Cure, il Super Akanbe, formato da due Cure Decor e più potente dei precedenti. Le Leggendarie Guerriere riescono, però, a proteggere le speranze dei cittadini di Märchenland grazie al nuovo potere ottenuto. Successivamente Royal Queen le contatta telepaticamente e spiega che, dal momento che ha usato il potere dei precedenti Cure Decor per concedere loro la Princess Form, dovranno nuovamente riempire lo scrigno Decor Decor per riportarla forte come un tempo. |                   |                  |
| 25    | 22    | Battaglia sulla spiaggia 「夏だ！海だ！あかねとなおの意地っ張り対決！！」 - Natsu da! Umi da! Akane to Nao no ijippari taiketsu!! – "Estate! Mare! Il confronto ostinato di Akane e Nao!!" | 5 agosto 2012     | 26 agosto 2016   |
| 25    | 22    | L'estate è arrivata e Miyuki si dirige verso la spiaggia per aiutare nello stand di okonomiyaki di Akane, che sta gareggiando in vendite contro quello di granite di Nao, assistita invece da Reika. La feroce rivalità tra le due ragazze le porta a competere l'una contro l'altra oltre l'orario di chiusura, ma vengono interrotte da Akaoni che obbliga le Pretty Cure a rispondere all'attacco: l'unione dei poteri di Cure Sunny e Cure March libera le altre guerriere dalla presa del nemico. Infine, stimolate dal lavoro di squadra, Akane e Nao iniziano a vendere insieme i loro prodotti. |                   |                  |
| 26    | -     | 「夏祭り！夜空に咲く大きな大きな花！」 - Natsu matsuri! Yozora ni saku ōkina ōkina hana! – "Festival estivo! Grandi, grandi fiori che sbocciano nel cielo notturno!" | 12 agosto 2012    | inedito          |
| 26    | -     | Le ragazze portano Candy con loro al festival estivo della città, tuttavia finiscono per perderla e la ritrovano, scambiata per una bambola, tra i premi di una bancarella. Anche Majorina si trova sul posto e ne approfitta per attaccare le Pretty Cure, che però la sconfiggono. Subito dopo, le ragazze vanno a vedere i fuochi d'artificio. |                   |                  |
| 27    | -     | 「夏のふしぎ！？おばあちゃんのたからもの」 - Natsu no fushigi!? Obā-chan no takaramono – "Meraviglie d'estate!? Il tesoro della nonna" | 19 agosto 2012    | inedito          |
| 27    | -     | Miyuki va in montagna con le amiche per fare visita a sua nonna, Tae, la quale ha influenzato il suo amore per i racconti. Quest'ultima afferma di non aver mai voluto andare a vivere in città con la famiglia di Miyuki perché il posto dove si trova adesso la rende felice e lo definisce il suo tesoro segreto. Quando il giorno dopo Wolfrun appare e tenta di trarre Bad Energy, rimane stupito dal fatto che Tae non emani alcuna disperazione e, irritato, cerca di distruggere la sua casa: una misteriosa raffica di vento fortissimo spazza via il suo attacco e, credendo di aver ricevuto l'aiuto dalle creature dei racconti di Tae, le Pretty Cure hanno la possibilità di battere il Super Akanbe. |                   |                  |
| 28    | 23    | A caccia di fantasmi 「ウソ？ホント？おばけなんかこわくない！」 - Uso? Honto? Obake nanka kowakunai! – "Bugia? Verità? Non abbiamo affatto paura dei fantasmi!" | 26 agosto 2012    | 26 agosto 2016   |
| 28    | 23    | Sia Miyuki che Nao hanno paura dei fantasmi, così Akane suggerisce di affrontare tutte insieme una prova di coraggio all'interno della scuola, al momento chiusa per le vacanze estive. Per accumulare nuova Bad Energy, approfittando di ciò, Majorina mette l'intero edificio sotto incantesimo, spaventando a morte le ragazze durante l'esplorazione dei presunti luoghi infestati. Cure March e Cure Happy, tuttavia in un secondo momento, capiscono l'inganno e si trasformano per combattere assieme alle compagne. Dopodiché ricordano di non aver finito i compiti estivi, che rappresentano qualcosa di molto più spaventoso di qualsiasi fantasma. |                   |                  |
| 29    | 24    | Un gioco pericoloso 「プリキュアがゲームニスイコマレ～ル！？」 - Purikyua ga gēmu ni suikomare~ru!? – "Le Pretty Cure vengono risucchiate in un gioco~!?" | 2 settembre 2012  | 26 agosto 2016   |
| 29    | 24    | Tutto il gruppo, a parte Reika, è preoccupato perché nessuna di loro ha ancora finito i compiti per le vacanze estive. Ben presto, però, tutte vengono risucchiate dentro a un gioco, ennesima invenzione di Majorina: qui, le Pretty Cure vengono sfidate da Wolfrun, Akaoni e Majorina a una serie di giochi che devono completare per riuscire ad uscire. Nonostante gli sporchi trucchi usati dai nemici, le ragazze escono vincenti da ciascuna prova, dal go-kart al bowling, ma arrivate a quella finale si fanno prendere dalla disperazione per non aver oramai più tempo per i compiti; Reika quindi incoraggia le amiche e insieme sconfiggono i nemici ritornando nel mondo reale, anche se dovranno subire le conseguenze per non aver finito i compiti in tempo. |                   |                  |
| 30    | 25    | Il giro del mondo in ottanta libri 「本の扉で世界一周大旅行！！」 - Hon no Tobira de sekai isshū dairyokō!! – "Un grande viaggio in tutto il mondo attraverso la Porta del Libro!!" | 9 settembre 2012  | 26 agosto 2016   |
| 30    | 25    | Sentendo di non aver goduto a pieno le loro vacanze estive, Miyuki suggerisce di approfittare della Porta del Libro per fare un viaggio intorno al mondo. Le ragazze attraversano così i continenti, visitando varie località come Versailles, Taiwan, la Mongolia, la Grande Muraglia cinese e New York. Concludendo il viaggio in Amazzonia, le Pretty Cure si trasformano con l'ausilio di un Cure Decor in sirene per lottare sott'acqua contro Akaoni, che sconfiggono. Guadagnati gli ultimi nuovi Cure Decor di cui hanno bisogno, davanti alle guerriere appare un misterioso orologio. |                   |                  |
| 31    | 26    | L'Orologio Reale 「ロイヤルクロックとキャンディの秘密！！」 - Roiyaru Kurokku to Kyandi no himitsu!! – "Il segreto del Royal Clock e Candy!!" | 16 settembre 2012 | 26 agosto 2016   |
| 31    | 26    | Pop arriva sulla Terra e rivela che il misterioso orologio comparso è il Royal Clock, in grado di mettere in comunicazione Royal Queen con le Pretty Cure. Joker, intanto, realizza l'Hyper Akanbe, che si ottiene utilizzando un naso nero e fondendo l'evocatore con esso per averne il controllo diretto. Nel frattempo che le Pretty Cure combattono difficoltosamente Wolfrun e il suo Hyper Akanbe, Joker cattura Candy e la intrappola in un mondo onirico progettato per farle dimenticare quello reale esterno; la fata però riesce a liberarsi scatenando un potere che attiva il Royal Clock e indebolisce il mostro, permettendo a Cure Happy di sbaragliarlo. Proprio mentre celebrano la loro vittoria, Joker rapisce le ragazze (ad eccezione di Miyuki) all'interno del mondo onirico in cui nulla assume importanza. |                   |                  |
| 32    | 27    | Un incubo perfetto 「心を一つに！プリキュアの新たなる力！！」 - Kokoro wo hitotsu ni! Purikyua no aratanaru chikara!! – "I cuori in uno solo! Il nuovo potere delle Pretty Cure!!" | 23 settembre 2012 | 26 agosto 2016   |
| 32    | 27    | Miyuki decide di avventurarsi nel globo della negligenza progettato da Joker per salvare le sue amiche, trovandosi in un luogo in cui tutti seguono lo svago e abbandonano il dovere. Quando anche la ragazza comincia a essere influenzata dalla natura di quel mondo e a perdere i suoi ricordi, Candy arriva in suo soccorso e tenta insieme a lei di riportare le altre alla normalità per poter uscire da lì. La guerriera prova a distruggere il posto dall'interno, ma si trova di fronte a Joker: vedendo con quanta resistenza ella si oppone, le altre ragazze tornano in sé e insieme si liberano dal globo della negligenza e sbloccano il potere del Royal Clock, sconfiggendo il nemico con un attacco potenziato. |                   |                  |
| 33    | -     | 「映画村で時代劇でござる！？の巻！」 - Eigamura de jidaigeki de gozaru!? No maki! – "Girare un dramma in costume al villaggio dei film-de gozaru!? L'episodio!" | 30 settembre 2012 | inedito          |
| 33    | -     | Durante la visita a un set cinematografico, il regista di un film storico s'interessa a Miyuki e le altre e le scrittura; anche a Pop, trasformato in un ragazzo umano, viene assegnata una parte. Le riprese vanno piuttosto bene, nonostante qualche improvvisata, ma Akaoni irrompe sulla scena, causando problemi alle Pretty Cure. Sconfitto quest'ultimo, Pop riesce a sottrarre il filmato della telecamera e a modificarlo per rendersi lui il protagonista del lungometraggio ma anche per mantenere segreta l'identità delle Leggendarie Guerriere. |                   |                  |
| 34    | -     | 「一致団結！文化祭でミラクルファッションショー！！」 - Icchi danketsu! Bunkasai de mirakuru fasshon shō!! – "Tutti uniti! Una miracolosa sfilata di moda al festival culturale!!" | 7 ottobre 2012    | inedito          |
| 34    | -     | La classe delle ragazze decide di fare una sfilata di moda in occasione del festival culturale della scuola, ma uno degli alunni, Hidekazu Toyoshima, rifiuta di partecipare poiché ritiene che sia troppo femminile. Miyuki vorrebbe che tutti lavorassero al progetto e tenta in tutti i modi di coinvolgere il compagno, che però continua a declinare, dicendo invece di voler esibirsi con la sua band, e di conseguenza rallenta l'organizzazione. In seguito ad un attacco da parte di Majorina, Miyuki riesce a convincere Toyoshima a prendere parte al festival culturale, con la brillante idea di far suonare la band del ragazzo come accompagnamento musicale per la sfilata di moda. |                   |                  |
| 35    | 28    | Super-Rosa-Robot 「やよい、地球を守れ！プリキュアがロボニナ～ル！？」 - Yayoi, chikyū wo mamore! Purikyua ga robo ni na~ru!? – "Yayoi, proteggi la Terra! Le Pretty Cure diventano robot~!?" | 14 ottobre 2012   | 26 agosto 2016   |
| 35    | 28    | Yayoi è in trepidante attesa per l'uscita di una action figure del suo robot preferito, che le piace immaginare come protegga la Terra dai malvagi. Anche Wolfrun e Akaoni sembrano piacere i robot giocattoli, e Majorina ha un'idea a tal proposito. Quest'ultima coinvolge i suoi alleati e le Pretty Cure con un dispositivo di sua invenzione e mentre tenta di trasformare Wolfrun e Akaoni in dei robot giganti da combattimento, finisce per colpire Miyuki: ne consegue uno scontro esilarante in cui le Pretty Cure cercano di pilotare correttamente una Cure Happy robot (chiamata per l'occasione "Happy Robot"). Più tardi Yayoi compra la nuovissima action figure, che le amiche, dopo il duello che hanno concluso, sembrano apprezzare di più, sapendo come esse non servano solo per divertirsi, ma anche per portare sorrisi e coraggio. |                   |                  |
| 36    | -     | 「熱血！？あかねの初恋人生！！」 - Nekketsu!? Akane no hatsukoi jinsei!! – "Sangue caldo!? La vita da primo amore di Akane!!" | 21 ottobre 2012   | inedito          |
| 36    | -     | Uno studente inglese di nome Brian Taylor arriva per uno scambio culturale e Akane viene incaricata di portarlo in giro per la città, fargli conoscere la scuola e la loro cultura. Le amiche sospettano che la ragazza si abbia preso una cotta per lui, infatti quando dopo tre settimane Brian annuncia il suo ritorno in Inghilterra, Akane ormai affezionatasi ci rimane male e non va a salutarlo. Ben presto si pente di ciò e tenta di raggiungerlo, ma rimane bloccata insieme alle altre Pretty Cure a causa di Wolfrun; finito lo scontro, Akane col sostegno delle amiche riesce ad arrivare in tempo all'aeroporto per salutare Brian appena prima che parta. |                   |                  |
| 37    | 29    | La candidatura di Chloe 「れいかの悩み！清き心と清き一票！！」 - Reika no nayami! Kiyoki kokoro to kiyoki ichi-pyō!! – "La preoccupazione di Reika! Un cuore puro e un voto puro!!" | 28 ottobre 2012   | 26 agosto 2016   |
| 37    | 29    | A scuola si stanno per svolgere le elezioni per il presidente del consiglio studentesco, ma Reika non ha nessuna intenzione e voglia di candidarsi poiché si sente ancora insicura su quale strada intraprendere in futuro. Tuttavia quando Wolfrun, Akaoni e Majorina tentano di mettere i bastoni tra le ruote, travestendosi da studenti e candidandosi con false promesse, la ragazza si schiera contro di loro pur di dare un reale sostegno alla scuola. Il giorno delle elezioni, mentre Reika lotta per difendere la sua causa, i tre nemici si svelano e ritirano la candidatura, attaccando poi le Pretty Cure. Cure Beauty si batte in prima linea e, tornata nei panni di Reika, conquista il consenso degli studenti con il suo più sincero augurio di poter migliorare la scuola. |                   |                  |
| 38    | 30    | Le Glitter bambine 「ハッスルなお！プリキュアがコドモニナ～ル！？」 - Hassuru Nao! Purikyua ga kodomo ni na~ru!? – "Nao frettolosa! Le Pretty Cure diventano bambine~!?" | 11 novembre 2012  | 26 agosto 2016   |
| 38    | 30    | Nao e le altre vengono a contatto con una pozione di Majorina, che le trasforma in bambine. Così le cinque amiche cercano di rintracciare la responsabile, ma incontrano Wolfrun e Akaoni divenuti anche loro piccoli. Il rimpicciolimento non cambia nemmeno quando si trasformano in Pretty Cure, infatti così come i loro corpi anche i loro poteri sono notevolmente diminuiti e trovano molta difficoltà a battere l'Akanbe evocato. Fortunatamente, un litigio tra Wolfrun e Akaoni fa sì che le Pretty Cure vengano spruzzate con l'antidoto, che le riporta alle dimensioni normali e consente loro di annientare i nemici. |                   |                  |
| 39    | 31    | Finale per una favola! 「どうなっちゃうの！？みゆきのはちゃめちゃシンデレラ！！」 - Dōnatchauno!? Miyuki no hachamecha Shinderera!! – "Che cosa ne sarà!? La caotica Cenerentola di Miyuki!!" | 18 novembre 2012  | 26 agosto 2016   |
| 39    | 31    | Miyuki trova uno strano libro bianco nella biblioteca della scuola che, aprendosi, la risucchia al suo interno, catapultandola nella fiaba di Cenerentola in cui lei è la protagonista. Pop informa le altre guerriere che il libro in questione è un libro magico proveniente da Märchenland, nel quale i personaggi possono decidere a loro piacimento come narrare gli avvenimenti. Per poter uscire da dentro il libro, le Pretty Cure, con Yayoi nei panni della fata madrina, Akane e Nao in quelli dei topolini amici di Cenerentola e Reika in quelli del principe, si impegnano a rispettare lo svolgimento originale del racconto nonostante l'intrusione di Majorina, Wolfrun e Akaoni della Bad End nei ruoli, rispettivamente, della matrigna e le sorellastre che cercano di modificare il finale con la loro vittoria. |                   |                  |
| 40    | 32    | Il tesoro più grande 「熱血！あかねの宝さがし人生！！」 - Nekketsu! Akane no takarasagashi jinsei!! – "Sangue caldo! La vita alla ricerca di un tesoro di Akane!!" | 25 novembre 2012  | 26 agosto 2016   |
| 40    | 32    | Alla classe delle ragazze viene assegnato il compito di scrivere un tema sulla loro cosa più preziosa e Akane si domanda se ne ha mai avuto una; quando le amiche le regalano un pupazzetto cucito a mano per la partita di pallavolo del giorno dopo, la ragazza trova in questo il suo tesoro personale. Joker, nel frattempo, dà un'ultima possibilità a Wolfrun di vincere contro le Pretty Cure, e quest'ultimo sceglie di attaccare Cure Sunny: determinato ad eliminarla, la guerriera è in netto svantaggio contro di lui e cade nella più totale disperazione quando vede il suo portafortuna andare distrutto. Tuttavia Cure Sunny trova la forza di reagire acquisendo un potenziamento del suo potere e, con l'arrivo delle altre Pretty Cure, annienta Wolfrun. |                   |                  |
| 41    | 33    | Luce di Sole! 「私がマンガ家！？やよいがえがく将来の夢！！」 - Watashi ga mangaka!? Yayoi ga egaku shōrai no yume!! – "Io una mangaka!? Yayoi disegna il sogno per il futuro!!" | 2 dicembre 2012   | 26 agosto 2016   |
| 41    | 33    | Elogiata per il talento nel disegno, Yayoi decide di partecipare a un concorso per aspiranti mangaka, portando una storia basata sul personaggio da lei creato, Miracle Peace. Nonostante la scadenza imminente, la ragazza rifiuta l'aiuto altrui e cerca di completare il manga da sola, ma crolla quando inizia a sentire il peso delle grandi aspettative che gli altri hanno su di lei. Come con Wolfrun, Joker offre l'ultima possibilità di vincita sulle Pretty Cure ad Akaoni, il quale sceglie di attaccare Cure Peace: nonostante lo sconforto riguardo al suo manga, la guerriera scatena un potenziamento del suo potere prima che arrivino le altre Pretty Cure ad aiutarla a sconfiggere il nemico. Ritrovata la fiducia, Yayoi riesce a completare il suo manga per il concorso. |                   |                  |
| 42    | 34    | April, babysitter nel panico 「守りぬけ！なおと家族のたいせつな絆！！」 - Mamorinuke! Nao to kazoku no taisetsuna kizuna!! – "Difendili! Gli importanti legami di Nao e la famiglia!!" | 9 dicembre 2012   | 26 agosto 2016   |
| 42    | 34    | Poiché sua madre Tomoko va in ospedale per dare alla luce il suo settimo figlio, Nao viene incaricata di prendersi cura dei fratelli in quanto è la maggiore. Per dare una mano e sentirsi utili, i più piccoli, Hina e Yuta, vanno al mercato senza dire nulla. Nao insieme agli altri si mette alla loro disperata ricerca e li trova prigionieri di Majorina, la quale, determinata per l'ultima possibilità offertale da Joker, sceglie di attaccare il punto debole di Cure March: la guerriera non ha altra scelta se non trasformarsi di fronte ai fratellini tramite cui, per salvarli, provoca un potenziamento del suo potere che non lascia scampo alla nemica insieme all'arrivo delle altre Pretty Cure. Infine, mentre i fratelli credono che sia stato tutto un sogno, Nao e la sua famiglia danno il benvenuto alla nuova arrivata, Yui. |                   |                  |
| 43    | 35    | Viaggio di studio all'estero 「れいかの道！私、留学します！！」 - Reika no michi! Watashi, ryūgaku shimasu!! – "La strada di Reika! Io, studierò all'estero!!" | 16 dicembre 2012  | 26 agosto 2016   |
| 43    | 35    | Reika viene informata di essere stata accettata da un programma di studio per un anno in Inghilterra. Gli amici e la famiglia si mostrano contenti per lei e la sostengono, ma la ragazza è incerta su cosa fare. Joker approfitta del conflitto di Reika per attaccarla, alimentando le sue paure, che vengono poi confermate dal reale sconforto delle amiche nel vederla andare lontano. Di conseguenza, la guerriera capisce che anche lei non vuole abbandonarle e risveglia il suo potenziamento, mettendo fine insieme alle altre Pretty Cure alle illusioni ottiche di Joker. Successivamente, cosciente della decisione presa, Reika rifiuta l'offerta di andare a studiare all'estero e rimane con i suoi amici. |                   |                  |
| 44    | 36    | Il dono dell'amicizia 「笑顔のひみつ！みゆきと本当のウルトラハッピー！！」 - Egao no himitsu! Miyuki to hontō no Urutora Happī!! – "Il segreto del sorriso! Miyuki e il vero Ultra Happy!!" | 23 dicembre 2012  | 26 agosto 2016   |
| 44    | 36    | Miyuki va a fare shopping natalizio con le amiche, durante il quale incontra una bambina che si è persa e che possiede un piccolo specchio simile a quello che sua nonna le aveva regalato quando era piccola per infonderle coraggio: infatti a quei tempi, spiega, lei era molto timida e aveva difficoltà a fare amicizia, passando spesso il tempo a giocare da sola. Per un breve periodo, però, una strana ragazza, che lei identificò come la fata dello specchio, cominciò a comparirle davanti ogni volta che si sentiva giù, insegnandole a sorridere e ad aiutarla a diventare più fiduciosa negli altri. Nel frattempo Wolfrun, ormai senza dimora, torna avvilito all'attacco prendendo di mira Cure Happy, la quale determinata riesce a proteggere i sorrisi di tutti grazie al potenziamento del suo potere prima che le altre Pretty Cure si uniscano a lei per sconfiggere il nemico. Dopo che la bambina incontrata si ricongiunge con sua madre, Miyuki sente di aver trovato nella sua vita il vero "Ultra Happy". |                   |                  |
| 45    | 37    | Il Gioiello Prodigioso 「終わりの始まり！プリキュア対三幹部！！」 - Owari no hajimari! Purikyua tai sankanbu!! – "L'inizio della fine! Le Pretty Cure contro i tre generali!!" | 6 gennaio 2013    | 26 agosto 2016   |
| 45    | 37    | L'uovo di Pierrot si vede dirigersi verso la Terra e il Royal Clock trasforma improvvisamente Candy in una strana gemma. Joker identifica quest'ultima nel Miracle Jewel, oggetto leggendario di Märchenland in grado di esaudire qualsiasi desiderio, e rivela ai generali Wolfrun, Akaoni e Majorina di aver esaurito la loro energia vitale tramite tutte le precedenti evocazioni degli Hyper Akanbe: non avendo altra scelta, i tre trasformano loro stessi in mostri, dimostrandosi molto potenti per le Pretty Cure. Tuttavia Cure Happy comprende la loro scelta di essersi schierati con Joker perché sono stati sempre maltrattati essendo cattivi nelle rispettive fiabe, e con le giuste parole allevia la loro sofferenza, facendoli tornare purificati alla loro forma originale, ovvero quella degli abitanti Ururun, Oninin e Majorin di Märchenland. Prima che le Pretty Cure possano convocare Royal Queen tramite l'ultimo Cure Decor, Joker lo ruba e lo combina con un naso nero di Akanbe, dando vita a dei cloni malvagi delle Leggendarie Guerriere, le Bad End Pretty Cure. |                   |                  |
| 46    | 38    | Le forze delle Ombre 「最悪の結末！？バッドエンドプリキュア！！」 - Saiaku no ketsumatsu!? Baddo Endo Purikyua!! – "Il peggior finale!? Bad End Pretty Cure!!" | 13 gennaio 2013   | 26 agosto 2016   |
| 46    | 38    | Joker intrappola le Pretty Cure in dimensioni separate per farle combattere contro le loro controparti malvagie, le Bad End Pretty Cure, mentre Pop tenta di proteggere Candy, divenuta il Miracle Jewel, dal potere del male. Royal Queen fa la sua comparsa attraverso il Royal Clock, il quale ha conservato l'ultimo dei suoi poteri, e rivela che Candy è sua figlia e che il Miracle Jewel è la fase d'ibernazione che precede la sua rinascita come nuova regina. Joker converte il mondo in un enorme deserto e sacrifica se stesso in preparazione all'avvento dell'imperatore Pierrot, mentre le Pretty Cure restie alla disperazione battono definitivamente le Bad End Pretty Cure, recuperando l'ultimo Cure Decor. Inserito nel Decor Decor, quest'ultimo fa schiudere il Miracle Jewel e risveglia Candy nella sua nuova forma. |                   |                  |
| 47    | 39    | La regina di Jubilandia 「最強ピエーロ降臨！あきらめない力と希望の光！！」 - Saikyō Piēro kōrin! Akiramenai chikara to kibō no hikari!! – "L'avvento del più forte Pierrot! La forza del non arrendersi e la luce della speranza!!" | 20 gennaio 2013   | 26 agosto 2016   |
| 47    | 39    | Royal Queen, non avendo più energie, scompare per sempre lasciando il trono di Märchenland alla sua erede Candy, risvegliatasi nella nuova forma di Royal Candy. Quest'ultima con i nuovi poteri a disposizione si appresta ad eliminare i Giganti delle Ombre che stanno distruggendo il mondo, ma Pierrot riesce a macchiare d'oscurità il Libro delle Pretty Cure con ancora le pagine bianche per scrivere il futuro di tutti: di conseguenza, le Pretty Cure affondano in un mare di disperazione ma, grazie a Royal Candy che le esorta a non arrendersi, risorgono acquisendo la trasformazione Ultra Form. Con i nuovi poteri l'armata di Pierrot viene sconfitta; tuttavia l'imperatore assorbe presto tutta la Bad Energy del mondo per divenire un enorme vortice oscuro che minaccia di inghiottire l'intero pianeta. |                   |                  |
| 48    | 40    | Amiche per sempre 「光輝く未来へ！届け！最高のスマイル！！」 - Hikari kagayaku mirai he! Todoke! Saikō no sumairu!! – "Verso il futuro splendente di luce! Raggiungi! Il miglior sorriso!!" | 27 gennaio 2013   | 26 agosto 2016   |
| 48    | 40    | Le Leggendarie Guerriere tentano di fermare Pierrot dal distruggere il pianeta, ma il loro attacco fallisce e annulla la loro trasformazione in Pretty Cure, pietrificando gli Smile Pact. L'ultima speranza di salvare l'universo è il Miracle Jewel in grado di garantire un miracolo, ma Pop informa che il collegamento tra la Terra e Märchenland scomparirà per sempre se lo utilizzano. Miyuki e le altre a malincuore dicono addio a Candy per il bene degli altri e con determinazione rilasciano il potere del Miracle Jewel per trasformarsi un'ultima volta e annientare Pierrot. Sconfitto il male, la vita torna a scorrere tranquilla con Candy e Pop tornati per sempre a Märchenland, Miyuki che crea un libro illustrato, Akane che si divide tra la pallavolo e il negozio di okonomiyaki di famiglia, Yayoi che vince un premio per il suo manga, Nao che continua a giocare a calcio supportata dalla sua numerosa famiglia e Reika che insegue il suo futuro facendo la presidentessa del consiglio studentesco. Candy però trova il modo di riunirsi alle Pretty Cure, decidendo di rimanere insieme a loro. |                   |                  |